# Górki (Kamień Pomorski)
Górki (deutsch Görke) ist ein Dorf in der Woiwodschaft Westpommern in Polen. Das Dorf gehört zur Gmina Kamień Pomorski (Gemeinde Cammin) im Powiat Kamieński (Camminer Kreis).

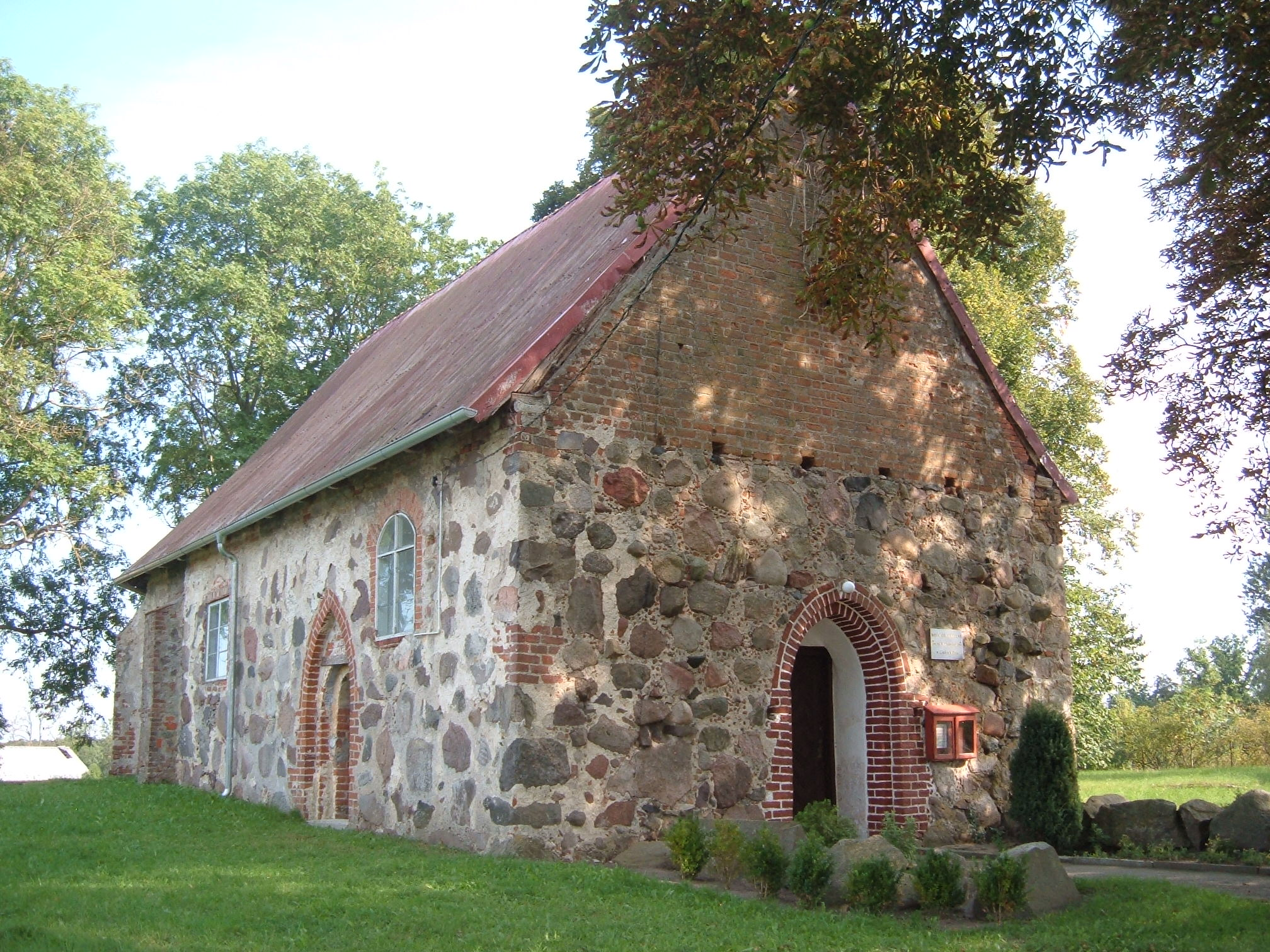
Dorfkirche (Aufnahme von 2016)

## Geographische Lage
Das Dorf liegt in Hinterpommern, etwa 55 km nördlich von Stettin und etwa 8 km südlich der Kreisstadt Kamień Pomorski (Cammin i. Pom.).

## Geschichte
Görke war ein altes Lehen des pommerschen Adelsgeschlechts Köller. Im Herzogtum Pommern hatte im Jahre 1523 ein Hinrik Kolre to Gorke (Heinrich Köller zu Görke) bei der Musterung zwei Pferde wegen des Gutes Görke zu stellen. In Lehnbriefen von 1665 und 1669 ist Görke aufgeführt. Gegen Ende des 17. Jahrhunderts ging Görke in den Besitz der adligen Familie Brüsewitz über, konnte aber 1740 durch einen Hauptmann Heinrich Albert von Köller erworben werden. Unter den späteren Besitzern aus der Familie Köller war auch Georg Ludwig von Köller-Banner (* 1728; † 1811), dänischer General der Infanterie. Im Jahre 1819 wurde Görke zu einem Familienfideikommiss. Unter den Fideikommissbesitzern war der Generallandschaftsdirektor Ernst-Matthias von Köller (* 1797; † 1883).
In Ludwig Wilhelm Brüggemanns Ausführlicher Beschreibung des Königlich-Preußischen Herzogtums Vor- und Hinterpommern (1784) ist Görke unter den adeligen Gütern des Greifenbergschen Kreises aufgeführt. Görke lag damals „an der Landstraße von Wollin nach Treptow, die nordwärts nahe bey dem Dorfe vorbeyführet“. In Görke gab es damals einen adeligen Wohnsitz mit einem Ackerwerk, zu dem das kleine Vorwerk Julianshof mit zwei Büdnern gehörte, sechs Bauern, von denen einer zugleich Krüger war, und einen Schulmeister, insgesamt 19 Haushalte („Feuerstellen“). Die Kirche war eine Filia der Mutterkirche in Dobberphul.
Später, noch vor 1804, setzte der Gutsbesitzer die Bauern aus Görke in den nordöstlichen Teil der Feldmark um. Die Hofstellen wurden hier neu aufgebaut und bildeten ein kleines Dorf, das den Namen Ludwigsbau erhielt. Ludwigsbau wurde eine eigene Gemeinde, blieb aber nach Görke eingepfarrt und eingeschult.
Im Rahmen der Kreisreform, die zum 1. Januar 1818 im Regierungsbezirk Stettin durchgeführt wurde, wechselte Görke zusammen mit 68 weiteren Dörfern vom Kreis Greifenberg in den Kreis Cammin.
Im 19. Jahrhundert bildete Görke einen Gutsbezirk, zu dem auch das Vorwerk Julianenhof gehörte. Der Gutsbezirk umfasste um 1870 2650 Morgen Land, es wurden 173 Einwohner in Görke und 12 Einwohner im Vorwerk Julianenhof gezählt.
Später wurde der Gutsbezirk in eine Landgemeinde umgewandelt. Bis 1945 bildete Görke eine Gemeinde im Kreis Cammin der preußischen Provinz Pommern. Neben Görke bestanden in der Gemeinde die Wohnplätze Bahnhof Görke, Plastichow und Vorwerk Julianenhof. In der Gemeinde wurden im Jahre 1925 311 Einwohner in 61 Haushalten gezählt, im Jahre 1933 348 Einwohner und im Jahre 1939 327 Einwohner.
1945 kam Görke, wie ganz Hinterpommern, an Polen. Der Ortsname wurde zu „Górki“ polonisiert. Heute bildet der Ort ein Schulzenamt in der Gmina Kamień Pomorski (Gemeinde Cammin); zum Schulzenamt gehört auch die benachbarte Ortschaft Kukań (Ludwigsbau).

## Söhne und Töchter des Ortes
- Detlef von Köller (1866–1931), preußischer Landrat im Kreis Pyritz